# Кайло Рен
Кайло Рен (народжений під ім'ям Бен Соло) — вигаданий персонаж кіноепопеї «Зоряні війни». Вперше з'явився в фільмі 2015 року Зоряні війни: Пробудження Сили та зіграний актором Адамом Драйвером. Є Верховним лідером організації, відомої як Верховний Порядок.

## Родовід
- Джафан І, Король Набу
  -  Королівська Династія Набу
    -  Династія Наберріє
      -  Вінама Наберріє, Аристократка
        -  Руві Наберріє, Аристократ
          -  Падме Амідала Наберріє, Королева Набу
            -  Люк Скайвокер, Принц Набу
            -  Лея Орґана-Соло, Принцеса Набу
              -  Бен Соло, Принц Набу

          -  Сола Наберріє, Принцеса Набу

    -  Інші Королівські Династії Набу

## Біографія
Бен — син Хана Соло та Леї Органи. Батьки відчували присутність темного боку Сили у сині й тому відправили його на навчання до рідного дядька Люка Скайвокера. Але в результаті розбіжностей у розумінні поняття Сили Бен утікає від свого наставника та стає послідовником темної сторони Сили, де бере собі ім'я Кайло Рен. Він зібрав свій власний світловий меч з незвичайним дизайном, який сильно відрізнявся від звичайних світлових мечів. Його форма дуже наближено нагадувала форму старовинних мечів джедаїв (один із таких Езра знайшов у 2 сезоні мультсеріалу «Повстанці») Приблизно в цей же час він став союзником Верховного Порядку — організації що повстала з решток Галактичної Імперії, і розпочав служити лідеру цієї організації, Сноуку, впливовій та загадковій фігурі темної сторони Сили. Весь час він шукав дані про місцеперебування свого колишнього вчителя, Люка Скайвокера, зниклого багато років тому. Результатом пошуків стало зіткнення сил Опору й Верховного Порядку на базі «Старкіллер». Під час битви Ганові Соло майже вдалося схилити Кайло Рена на світлий бік, але в останній момент Кайло передумав та вбив свого батька. Бачачи все це, Чубакка стріляє й серйозно ранить Рена. Але Кайло вирішує переслідувати Рей та Фінна, але через рану програє у битві. Після знищення бази «Старкіллер», ймовірно, вирушив до лідера Верховного лідера Сноука, щоби продовжити своє навчання.

## Пошуки Скайвокера
Рен: «Я покажу тобі Темний бік»
Текке: «Вибір твій, але знай, що тяга до Світла у тебе в крові»
Рен: «Ти маєш абсолютну рацію»
— Кайло Рен перед тим, як убити Лор Сан Текке
Одного разу Рен дізнався, що Опір має намір забрати карту з координатами Люка Скайвокера з села на пустельній планеті Джакку. 

Адам Драйвер у ролі Кайло Рена (Бена Соло)

Висадившись на планеті разом зі своїми добірними клонами, Рен спалив село і власноруч стратив її старійшину, Лор Сан Текке. Незабаром після цього до Рена привели пілота Опору По Демерона, якому було наказано добути карту для генерала Леї Орґани. Не підозрюючи про те, що Демерон сховав карту у своєму дроїді-астромеханіку BB-8, Рен забрав бранця на свій зоряний руйнівник «фіналізатор», де почав випитувати у нього інформацію. Зрештою Рен дізнався про існування BB-8 і пообіцяв велику суму грошей тому, хто передасть його Верховному Порядкові. Також він відправив на пошуки дроїда загін своїх бійців, але швидко втратив з ними контакт.
Зрозумівши, що потребує допомоги, Рен повернувся на супер зброю Верховного Порядку, базу «Старкіллер», і поділився своїми страхами з учителем Сноуком. Верховний лідер розповів учневі про те, що відчув пробудження Сили, і наказав йому вбити свого батька, Хана Соло, щоб остаточно завершити шлях на Темну сторону Сили. Покрививши душею, Рен заявив Сноук, що анітрохи не прив'язаний до Соло і з легкістю поборе в собі Світло.
Пізніше до Рена дійшли відомості про те, що BB8 був помічений в палаці піратки Маз Канати на планеті Такодана. Атакувавши планету разом зі своїми штурмовиками, Рен зіткнувся віч-на-віч зі сміттяркою Рей і відчув у ній Силу. Знаючи про те, що Рей була на Джакку і бачила карту BB-8, Кайло згорнув пошуки дроїда і віддав своїм силам наказ про відступ. Доставивши Рей на базу «Старкіллер», Рен спробував прочитати її думки за допомогою Сили, але зазнав невдачі та відступив. Повернувшись за полонянкою, щоб відвести її до Сноука, Рен виявив, що їй вдалося втекти.
Хан: «Полетіли зі мною, додому. Ми сумуємо»
Рен: «Я розриваюся на частини … і хочу позбутися цього. Що робити я знаю, не знаю тільки, чи вистачить мені сил … Ти допоможеш?»
Хан: «Усім, чим зможу»
— Кайло Рен перед тим, як вбити Хана Соло

## Останні джедаї
Внутрішній конфлікт Рена продовжується в «Останніх джедаях». Сноук зв'язує Рей та Кайло силою. У них з'являється можливість спілкуватися та бачити один одного. Рей починає розуміти, що баланс сили у Кайло Рена порушено і є можливість повернути його на світлу сторону. Вона пробирається на корабель Сноука з надією усе виправити, але Рен залишається вірним своєму учителю і відводить Рей до Сноука. Та коли Верховний лідер наказує убити Рей, той на заміну вбиває самого учителя. Далі, Рей та Кайло разом обороняються від Охоронців Верховного Лідера. Рей вважає, що Рен опам'ятався і вибрав правильний шлях, але вона помиляється. Той пропонує приєднатися до нього та разом правити галактикою. Рей вдається втекти, а Кайло стає новим Верховним Лідером. Тим часом триває погоня за Рухом Опору. Новий Порядок готує атаку на стару базу, у якій переховуються Повстанці. Та раптом, на захист стає Дух сили Люка Скайвокера, яким той керує на великій відстані. Кайло про це не здогадується та вступає у битву з колишнім учителем. Той знову намагається вернути Рена на світлу сторону, але після невдачі зникає. Баланс сили всередині Кайло усе ще порушений. Руху Опору вдається покинути закинуту базу.

## За лаштунками
Роль Кайло Рена виконує Адам Драйвер.